# Empyreuma mucro
Empyreuma mucro là một loài bướm đêm thuộc phân họ Arctiinae, họ Erebidae.